# 阿伦·戈亚尔
阿伦·戈亚尔（英語：Arun Goel，1962年9月7日—），原印度行政服務官員，現任印度駐克羅地亞大使。

## 经历
1962年9月7日，阿伦·戈亚尔生於旁遮普邦伯蒂亚拉。他拥有数学与经济学的本科学位，后在剑桥大学丘吉尔学院以优异成绩获得发展经济学的研究生学位。1985年，戈亞爾進入印度行政服務。
2022年11月18日，戈亞爾自願退休（原定於12月31日退休），然後被任命爲選舉委員。這一任命引起了人們的關注，並且有非政府組織在最高法院提出質疑。2024年3月9日，戈亞爾在任期還有三年的情況下辭職。
2024年9月7日，戈亞爾被任命爲下一任印度駐克羅地亞大使。2024年10月3日，就任印度驻克罗地亚大使。